# Veritas
Veritas (llatí) és la deessa de la veritat en la mitologia romana. És filla de Saturn i mare de la Virtut. Es creia que s'amagava al fons d'un pou sagrat perquè era molt elusiva. Es representava com una jove verge vestida de blanc.
Veritas també és el nom que rep la virtut romana de la veracitat, que era considerada una de les principals virtuts que tot romà havia de tenir. En la mitologia grega, Veritas havia estat coneguda com a Aletheia.